# El-Tarif
La necropoli di el-Tarif (arabo:الطارف ) è posizionata sulla riva occidentale del Nilo a Tebe. È la necropoli più settentrionale della regione tebana e contiene tombe del tardo primo periodo intermedio, del Medio Regno e del secondo periodo intermedio.
Il sovrano Antef I fu sepolto in questa necropoli, chiamata successivamente la "necropoli degli Antef" per le sepolture, in tombe a saff, anche dei sovrani Antef II e Antef III.